# ベノワ・シェイル
ブノワ・シェイル（Benoît Cheyrou, 1981年5月3日 - ）は、フランス・シュレンヌ出身の元サッカー選手、サッカー指導者。現役時代のポジションはミッドフィールダー。
兄のブルーノ・シェイルもサッカー選手である。

## 経歴
1987年からラシン・クラブ・ド・フランスのユースチームに所属し、1997年にリールに移籍した。1999年にトップチームに昇格し、2004年にAJオセールに移籍した。2007年6月、オリンピック・マルセイユに4年契約で移籍した。
2015年1月29日、トロントFCに加入した。
2017年12月21日、現役引退を発表した。

## 所属クラブ
- リール 1999-2004
- AJオセール 2004-2007
- オリンピック・マルセイユ 2007-2014
- トロントFC 2015-2017

## タイトル
クラブ
LOSCリール・メトロポール
- リーグ・ドゥ 1999–2000

AJオセール
- クープ・ドゥ・フランス 2005

オリンピック・マルセイユ
- リーグ・アン 2009–2010
- クープ・ドゥ・ラ・リーグ 2010, 2011, 2012

トロントFC
- MLSカップ 2017
- サポーターズ・シールド 2017
- イースタン・カンファレンス 2016, 2017
- カナディアン・チャンピオンシップ 2016, 2017